# Eupithecia obliquaria
Eupithecia obliquaria là một loài bướm đêm trong họ Geometridae.